# Immeuble de Prima
L'immeuble de Prima (finnois : Priman talo) est un bâtiment Art nouveau du Quartier VII à Turku en Finlande.

## Description
Conçu par Frithiof Strandell sa construction se termine en 1904 .
Il est situé à proximité de la place du marché au coin de Aurakatu et de Yliopistonkatu.